# Georg Laursen
Georg Laurentius Laursen (18. september 1889 i Svendborg – 2. maj 1977 i Moskva) var en dansk kommunist.
Georg Laursens familie flyttede til Aarhus, hvor han efter skolen kom i malerlære. Han blev udlært som dekorationsmaler i 1908 og meldte sig samme år ind i Malernes Fagforening og i Socialdemokratiet, hvor også hans far Jørgen Laursen var medlem.

## Lenins hemmelig kurér
I februar 1909 forlod Georg Laursen Danmark for at gå på valsen. Første stop var Kiel, hvor han kun blev fem måneder, da politiet eftersøgte ham på grund af hans politiske aktiviteter. Derefter gik turen til Stuttgart og en række andre byer i Tyskland, Frankrig, Schweiz og Algeriet, men det blev ikke til længere ophold på grund af hans revolutionære aktiviteter og politiets interesse for ham. 1912 kom han til Zürich i Schweiz, og der blev han i syv år. Han blev ledende medlem i Schweiz' socialdemokrati og var til venstre på partiets revolutionære fløj. Her blev også ven med den russiske revolutionære Vladimir Lenin.
Lenin stiftede i 1915 det såkaldte Zimmerwald-venstre, en socialistisk anti-krigsbevægelse, der søgte at standse myrderierne i den 1. Verdenskrig ved at få soldater og arbejdere til at strejke. Georg Laursen var blandt de første, der tilsluttede sig. Han blev Lenin og Grigorij Zinovjevs hemmelige kurér, da han under krigen med sit danske pas kunne rejse frit i Europa og krydse grænserne mellem de krigsførende lande. Han opretholdt blandt andet Lenins kontakt til Karl Liebknecht og Rosa Luxemburg i Tyskland.
Da Lenin i marts 1917 forlod Schweiz for at vende tilbage til Rusland, forblev Georg Laursen i Schweiz, hvor han spillede en ledende rolle under den store generalstrejke i november 1918. Blandt andet derfor blev han i februar 1919 arresteret af forbundspolitiet og stillet for en dommer. Han blev udvist af Schweiz, og efter et kort ophold i Tyskland vendte han tilbage til Danmark for første gang i 10 år.

## Danmark 1919-1925
Ved ankomsten til Danmark i 1919 blev Georg Laursen arresteret, fordi han aldrig havde været på session. En mønstringskommissionen erklærede ham imidlertid for uegnet til militærtjeneste, og i december 1919 var han tilbage i Aarhus. Danmarks Kommunistiske Parti blevet stiftet i 9. november samme år under navnet Danmarks Venstresocialistiske Parti af tre udbrydergrupper fra Socialdemokratiet.
Georg Laursen blev partiets første formand for afdelingen i Aarhus. Han fik arbejde som maler og blev indvalgt i bestyrelsen for Malernes Fagforening, hvor han arbejdede for at fremme DKP's synspunkter.
Ved partisprængningen i januar 1922 tilsluttede Georg Laursen sig Blågårdsgadepartiet, hvor han på kongressen i Aarhus 11.-12. februar 1923 blev valgt som formand. Valget skete på direkte anbefaling af den russiske bolsjevik og senere sovjet ambassadør, Mikhail Kobetskij, der deltog i kongressen som Kominterns særlige udsending. Georg Laursen fik til opgave at samle de to partier. Det lykkedes i efteråret 1923. Georg Laursen var næstformand for det forenede DKP til sommeren 1925, hvor han forlod Danmark og tog til Moskva.

## Komintern 1921-1927
Georg Laursen deltog i 1921 i Kominterns 3. verdenskongres i Moskva og blev indvalgt i den vigtige organisationsafdeling, der havde en særlig sektion, OMS, der styrede Kominterns hemmelige netværk til partierne uden for Sovjetunionen. I 1924 blev han også indvalgt i den internationale kontrolkommission, IKK. Han forlod derfor Danmark sommeren 1925 og tog til Moskva for at arbejde for Komintern.
Hans første hemmelig mission for Komintern blev dog en fiasko. I januar 1926 blev han sendt til Tyskland, men blev allerede i februar arresteret i Leipzig med en kuffert fuld af hemmeligstemplede tyske dokumenter. Efter et års undersøgelsesarrest blev han i 1927 dømt for forberedelse af højforræderi, for handlinger der udgjorde en trussel mod Tyskland og for dokumenttyveri og dokumentfalsk. Det var forbrydelser, der normalt medfører en lang fængselstraf, men Georg Laursen slap med 2½ års fæstningsarrest og en bøde på 500 guldmark. Den milde dom skyldtes indgriben fra Sovjetunionen, og inden året var omme, var han i dybeste hemmelighed ude af tysk fængsel og tilbage i Moskva. Reelt var det en udveksling med tre tyske statsborgere, som samtidigt blev arresteret i Sovjetunionen anklaget for spionage. Da Georg Laursen i slutningen af 1927 blev udvist af Tyskland, kunne også de tre tyskere forlade Sovjetunionen.
Georg Laursen mødte den tyske kvinde Elfriede Machinsky, mens han sad i tysk fængsel. Han brød alle bånd til Danmark og giftede sig og fik datteren Sonja med hende.

## Sovjetunionens efterretningsagent i Kina 1930-1939
Georg Laursen blevet rekrutteret af Den Røde Hærs 4. afdeling, som var Sovjetunionens militære udenrigsefterretningstjenste. Han var som mange andre udenlandske kommunister blevet rekrutteret af udenrigsefterretningstjensten og fik 1928 i Moskva navnet Georg Franzevitj Moltke i forbindelse med hans hemmelige arbejde som sovjetisk agent. Han blev i marts 1928 sovjetisk statsborger og var det til sin død i 1977.
I januar 1930 blev han sendt til Shanghai i Kina, hvor han i de første år samarbejde med en anden agent, tyskeren Richard Sorge, som officielt var tysk journalist med speciale i kinesiske forhold. Georg Moltke optrådte som tæppehandler og købmand, men da dokumenterne herom i russiske arkiver stadig er hemmelige er hans konkrete virksomhed ukendt. Georg Moltkes modtog flere ordner og udmærkelser for sin indsats i Kina, inden han i slutningen af 1939 forlod landet og vendte tilbage til Sovjetunionen.

## Den danske stemme fra Moskva under 2. Verdenskrig
Tilbage til Moskva blev Georg Moltke i februar 1940 overført til Komintern, hvor han arbejdede i kadreadfdelingen, der kortlage ledende medlemmer af de kommunistiske partier verden over. Han var ansvarlig for Skandinavien og han stod bag en rapport om DKP i slutningen af april 1940, der skosede partiet for at have forsømt forberedelserne til illegalitet.
Efter Hitlers angreb på Sovjetunionen 22. juni 1941 blev han sammen med Kominterns øvrige stab evakueret til Ufa i sovjetisk Centralasien.
Georg Moltke arbejde som politisk ansvarlig og speaker på Kominterns radiosender Radio Moskva, der sendte daglige nyheder på dansk til Danmark på kortbølge. Georg Moltke var den danske stemme fra Moskva, som under navnet Peter Hansen sendte ikke fra Moskva, men fra Ufa i sikker afstand fra fronten.
Komintern blev nedlagt 22. maj 1943, fordi Stalin ønskede at tækkes de vestallierede, der så med mistro på en organisation, der havde til formål politisk at undergrave de vestlige lande. Det fik ikke den store betydning for Georg Moltke personligt. Han fortsatte sit arbejde ved radiosenderen, officielt som medarbejder ved et særligt Institut nr. 205, der rummede Kominterns stab efter organisationens officielle nedlæggelse. Ved afslutningen af 2. verdenskrig fortsatte han sit arbejde ved Moskva Radio, samtidigt blev en betroet medarbejder i den magtfulde Internationale Afdeling, der efter nedlæggelsen af Komintern varetog Sovjetunionens kommunistiske partis kontakt til de kommunistiske partier verden over. Georg Moltkes opgave var at informere den sovjetiske partiledelse om situationen i Danmark, og han producerede et stort antal memoranda og redegørelser om situationen i DKP og om de ledende danske kommunister blandt andre partiets formand Aksel Larsen.

## Forvisning i Gulag i Sibirien 1949-1953
I 1949 blev Georg Moltke ekskluderet af kommunist partiet og arresteret af det hemmelige politi. Årsagerne er ukendte, men han var givetvis et uskyldigt offer for den udrensningsbølge, Stalin satte ind mod titoister og andre folkefjender. Han blev dømt, og hans hustru og datter måtte følge ham i forvisning i Gulag i Sibirien.
Den egentlige grund til hans arrestation var samarbejdet med Lenin og andre russiske revolutionære i Schweiz før revolutionen i 1917 [kilde mangler]. Han havde ikke kun kendt Lenin, men også andre ledende bolsjevikker, der var blevet ofre for 1930'ernes udrensninger.
Efter Stalins død blev han løsladt i slutningen af juni 1953.

## Tilbage i Moskva og arbejdet på Radio Moskva 1953-
Han fik efter løsladelsen økonomisk hjælp af danske kommunister som hans gamle ven Martin Andersen Nexø. Han blev officielt rehabiliteret og i 1954 tilkendt statspension og tildelt en lejlighed i Moskva, hvor han bosatte sig med sin kone og datter.
Tilbage i Moskva genoptog Georg Moltke sit arbejde på Radio Moskvas danske afdeling, hvor han fortsatte til et svigtende helbred og tiltagende blindhed satte en stopper.

## I Danmark 1958 og 1969
I 1958 kom han til Danmark for første gang i 33 år, efter at Aksel Larsen havde hjulpet ham med at få udrejsetilladelse fra Sovjetunionen og indrejsetilladelse til Danmark. Han kom for sidste gang til Danmark i 1969 ved DKP's 50-års jubilæum.

## Død 1977
Georg Moltke døde i Moskva 2. maj 1977. Hans død blev ikke omtalt i de danske aviser bortset fra en kort nekrolog i Land og Folk. Kommunistpartiets centralkomité i Moskvas organ Sovjetskaja Rossija havde en kort meddelelse om "den danske partiveterans" bortgang. Efter bisættelsen, der blev arrangeret og betalt af kommunist partiet, blev liget kremeret og asken sendt til Danmark. Hans hustru Elfriede og deres datter Sonja døde året efter i Moskva.